# 19. listopad
19. listopad je 323. den roku podle gregoriánského kalendáře (324. v přestupném roce). Do konce roku zbývá 42 dní.

## Události

### Česko
- 1622 – František z Ditrichštejna vydal generální pardon pro moravské šlechtice, což znamenalo, že nebyli popraveni, ale konfiskace majetku prominuta nebyla.
- 1805 – Napoleonova francouzská armáda obsadila celou jižní Moravu včetně města Brna.
- 1820 – Evropské velmoci Rakousko, Prusko a Rusko podepsaly protokol z opavského kongresu  o budoucnosti Evropy.
- 1916 – Založení Českého svazu poslanců na říšské radě a současně nadstranický Národní výbor. Aktivita českých poslanců vyústila v květnu 1917 ve státoprávní prohlášení, ve kterém požadovali přeměnu monarchie na spolkový stát svobodných a rovnoprávných národních států.
- 1938
  - Československá vláda a Vláda Třetí říše podepsaly rámcovou dohodu o výstavbě Exteritoriální dálnice Vídeň–Vratislav přes československé území.
  - Národní shromáždění přijalo ústavní zákon o autonomii: od 23. listopadu v rámci nového Česko-Slovenska získalo autonomii Slovensko.
- 1957 – Prezidentem zvolen l. tajemník ÚV KSČ Antonín Novotný. Opět tak došlo k soustředění nejvyšší stranické i státní funkce v rukou jedné osoby.
- 1963 – Tým Jana Navrátila provedl v Brně první implantaci umělé srdeční chlopně v Československu.
- 1989 – V pražském Činoherním klubu založeno Občanské fórum.
- 1994 – V České republice skončila druhá vlna tzv. kupónové privatizace. Během krátké doby ocitl stamiliardový státní majetek v rukách nových vlastníků.

### Svět
- 1493 – Na své druhé plavbě přistál Kryštof Kolumbus jako první Evropan na ostrově Portoriko, který pojmenoval San Juan podle Jana Křtitele.
- 1794 – Podepsaná Jayova smlouva (Jay’s Treaty) po válce mezi USA a Anglií, řešila poválečné vztahy těchto zemí.
- 1816 – Založena Varšavská univerzita.
- 1824 – Tisíce lidí zmizelo při velké záplavě Petrohradu, kdy se vylila řeka Něva.
- 1863 – Prezident Lincoln přednesl svůj slavný Gettysburský projev.
- 1926 – Trockij a Zinovjev byli Stalinem vyloučeni z politbyra KSSS.
- 1942 – Druhá světová válka: v bitvě u Stalingradu začala Rudá armáda pod vedením generála Georgije Konstantinoviče Žukova rozsáhlou útočnou operaci Uran, která obrátila výsledek bitvy ve prospěch Sovětského svazu.
- 1946 – Afghánistán, Island a Švédsko vstoupili do OSN.
- 1962 – Premiérem Bulharska se stal Todor Živkov.
- 1968 – Vojenský převrat v Mali.
- 1969 – Apollo 12 přistálo na Měsíci, astronauté Charles Conrad a Alan Bean vystoupili na povrch.
- 1977 – Havárie letu TAP Air Portugal 425 poblíž Letiště Madeira si vyžádala 131 úmrtí.
- 1999 – Zkušební let čínské kosmické lodi Šen-čou 1.

## Narození
Viz též Kategorie:Narození 19. listopadu — automatický abecedně řazený seznam.

### Česko

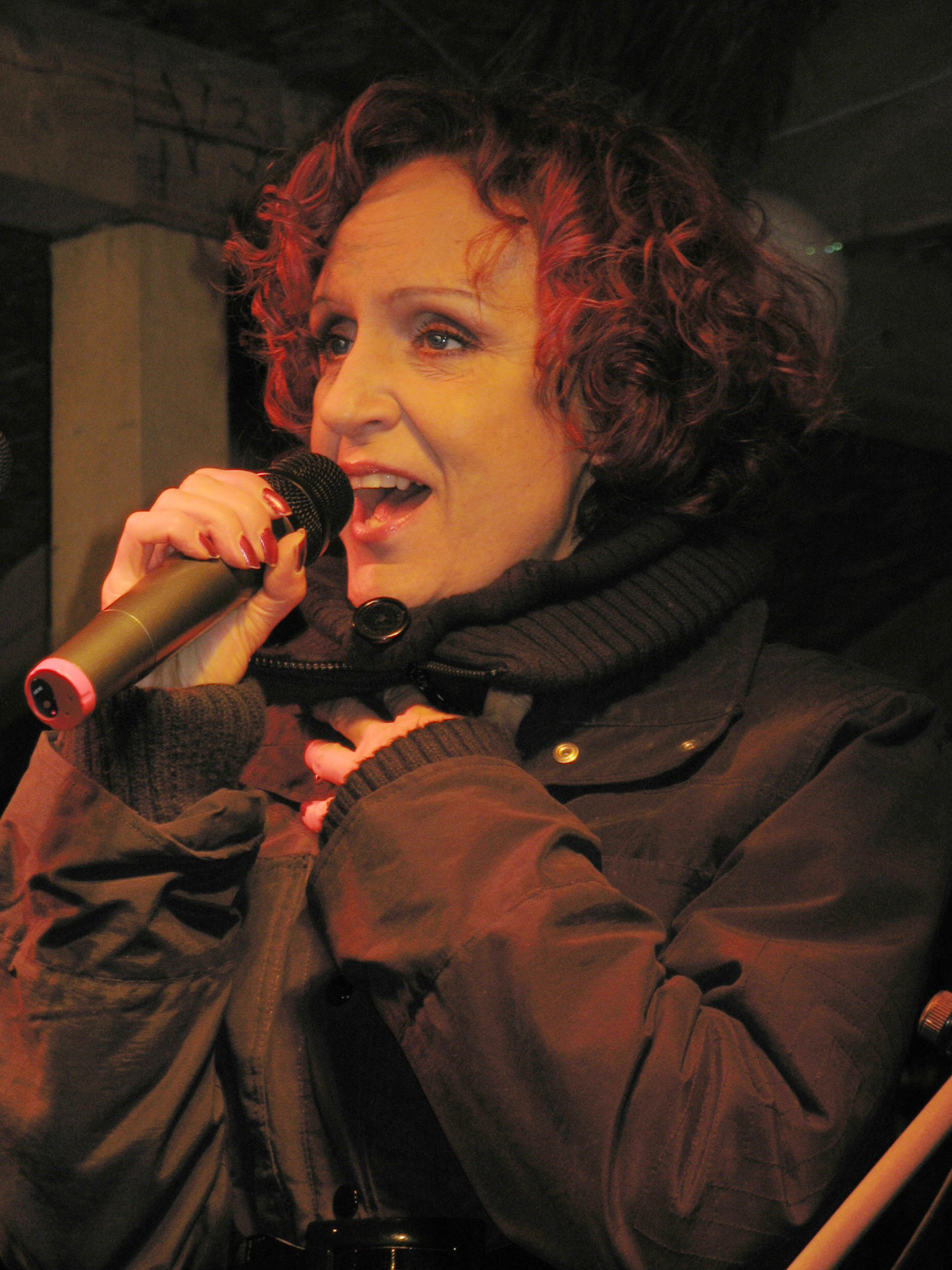
Petra Janů (* 1952)

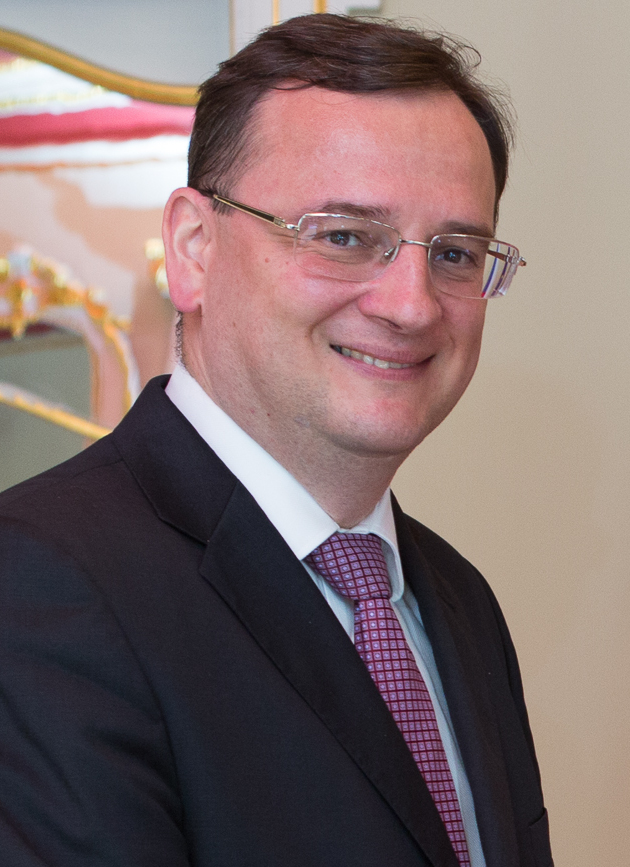
Petr Nečas (* 1964)

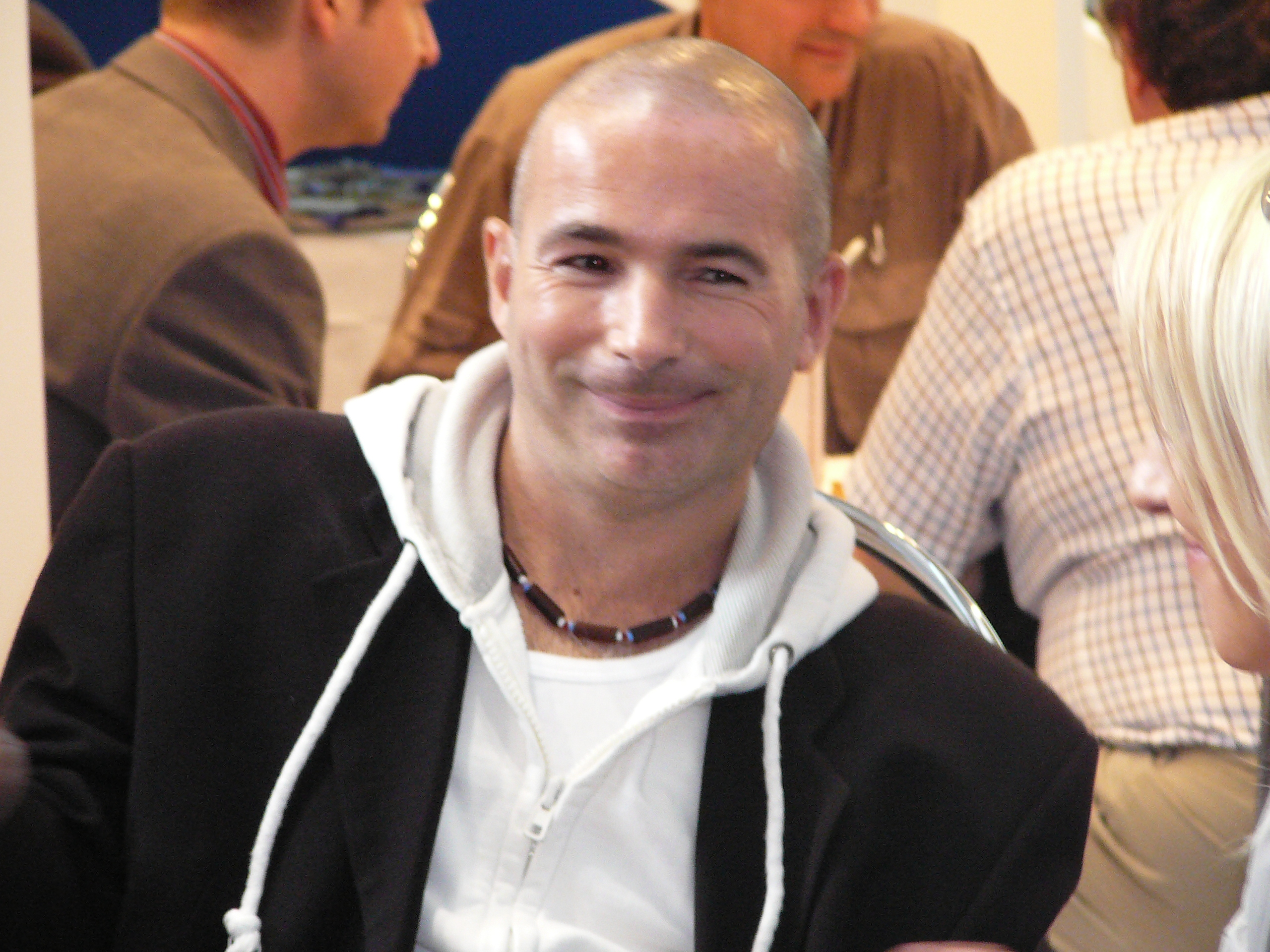
Rudolf Hrušínský nejmladší (* 1970)

- 1752 – František Hantschel, osmý arciděkan v Horní Polici († 13. března 1846)
- 1809 – Ludvík Ritter, obrozenecký spisovatel, skladatel a litograf († 6. června 1858)
- 1814 – Ignác Hauschild, právník a politik († 3. prosince 1881)
- 1822 – Laurenz Hafenrichter, římskokatolický kněz německé národnosti († 5. března 1898)
- 1832 – Heřman z Tardy, vysoký představitel evangelické církve († 15. března 1917)
- 1841 – Franz Xaver Hauschwitz, kapelník a hudební skladatel († 6. srpna 1917)
- 1844 – Johann Kiemann, právník a politik německé národnosti, poslanec Českého zemského sněmu († 10. května 1919)
- 1845 – František Schmoranz mladší, architekt († 11. ledna 1892)
- 1847 – Jan Křtitel Marek, římskokatolický kněz a kanovník Metropolitní kapituly v Praze († 18. září 1913)
- 1848 – Josef Beigl, politik německé národnosti a člen Moravského zemského sněmu († 30. prosince 1893)
- 1850 – Josef Hubáček, novinář († 5. března 1900)
- 1855 – Miloslav Pelíšek, profesor deskriptivní geometrie († 6. listopadu 1940)
- 1859 – Filip Počta, geolog a paleontolog († 7. ledna 1924)
- 1860 – Josef Barth, politik německé národnosti († 17. ledna 1941)
- 1868 – Josef Skřivánek, architekt a ochotnický divadelník († 28. ledna 1934)
- 1871 – Josef Hofer, katolický kněz a náboženský spisovatel († 8. března 1947)
- 1875 – Miloš Jiránek, malíř († 2. listopadu 1911)
- 1878 – Ela Švabinská, první manželka malíře Maxe Švabinského († 10. září 1967)
- 1883 – Paul Kisch, pražský německy píšící autor, oběť holocaustu († 12. října 1944)
- 1886 – Bohumil Hanč, lyžař, tragicky zesnulý († 24. března 1913)
- 1889 – Rudolf Kukač, profesor statiky pozemních staveb, rektor ČVUT († 1. července 1957)
- 1890 – Marie Valášková, politička a členka KSČ († ?)
- 1892 – Vilém Chmelař, psycholog a filozof († 21. června 1988)
- 1899 – Ilona Štěpánová-Kurzová, klavírní virtuozka a pedagožka († 25. září 1975)
- 1900 – Alžběta Malá-Vidláková, moravská pedagožka a spisovatelka († 18. ledna 1965)
- 1901 – Bedřich Geminder, komunistický funkcionář († 3. prosince 1952)
- 1904 – Bohuslav Hrudička, meteorolog a klimatolog, oběť holocaustu († 13. dubna 1942)
- 1907
  - Ladislav Mikeš Pařízek, cestovatel a spisovatel († 28. března 1988)
  - Josef Hečko, odbojář a politik, člen KSČ († 28. listopadu 1969)
- 1909 – Věra Beránková-Ducháčková, sochařka († 1994)
- 1910 – Miloš Bič, teolog a starozákonní biblista († 28. dubna 2004)
- 1911 – Eduard Dubský, herec († 2. března 1989)
- 1912 – Bohuslav Brouk, psychoanalytik, filosof, spisovatel, básník a publicista († 19. ledna 1978)
- 1913 – Josef Kinský, šlechtic († 14. března 2011)
- 1914 – Rudolf Hrubec, voják († 11. září 1944)
- 1916 – Čeněk Adamec, sociolog († 12. října 1997)
- 1917 – František Truhlář, letec v RAF († 3. prosince 1946)
- 1919 – Ladislav Kareš, československý fotbalový reprezentant († 15. května 2001)
- 1920 – Zdeněk Dítě, herec († 11. prosince 2001)
- 1922 – Milan Hlobil, politik a člen KSČ († ?)
- 1923
  - František Sláma, violoncellista († 5. května 2004)
  - Helena Zmatlíková, malířka a ilustrátorka († 4. dubna 2005)
- 1924 – Jan Otčenášek, spisovatel († 24. února 1979)
- 1926 – Pavel Auersperg, politik a člen KSČ († 1. května 1987)
- 1928 – Emila Medková, fotografka († 19. září 1985)
- 1931
  - Bořivoj Srba, divadelní historik, teoretik a kritik, dramaturg a pedagog († 3. května 2014)
  - Jiří Magnusek, fotbalový brankář a trenér
- 1932 – Libuše Holečková, divadelní herečka († 16. února 2021)
- 1933 – Milouš Kvaček, fotbalový útočník († 14. května 2010)
- 1934 – Milan Dvořák, československý fotbalový reprezentant († 21. července 2022)
- 1935 – Michal Jursa, fotbalový rozhodčí († 2. srpna 1983)
- 1936 – Stanislav Příhoda, pedagog a malíř
- 1940
  - Václav Kozel, jazzový hudebník, skladatel a dirigent
  - Milada Kadlecová, politička
- 1942 – Ivan Tuček, akrobatický pilot († 25. srpna 1999)
- 1945 – Josef Opatrný, historik a iberoamerikanista († 15. dubna 2025)
- 1946
  - Jaroslav Soukup, režisér, scenárista a producent
  - Jan Jarolím, politik
- 1948 – Jiří Albrecht, moravský malíř, politik a spisovatel
- 1950 – Lubomír Knapp, fotbalový záložník
- 1951 – Karel Beneš, výtvarný fotograf
- 1952 – Petra Janů, zpěvačka
- 1955
  - Michal Blažek, sochař, restaurátor, pedagog († 2. srpna 2025)
  - Miroslav Jirkal, fotbalový brankář a trenér
- 1957 – Luboš Urban, fotbalista a trenér
- 1958 – Petr Roškaňuk, rockový kytarista, skladatel a producent
- 1959 – Jaroslav Hladík, politik
- 1962 – Petr Fousek, fotbalový funkcionář
- 1963 – Jiří Jurčík, fotbalový brankář
- 1964 – Ladislav Hladík, fotbalový obránce
- 1967 – Igor Hendrych, politik a vysokoškolský pedagog
- 1969 – Martin Kokšál, fotbalista
- 1971 – Věra Chase, spisovatelka a básnířka
- 1972 – Jan Barták, fotbalista
- 1973
  - Ladislav Cabada, politolog a vysokoškolský pedagog
  - Michal Jareš, básník a literární historik
- 1974 – Luděk Burian, zápasník volnostylař
- 1976 – Petr Sýkora, hokejista
- 1978
  - Věra Cechlová-Pospíšilová, atletka
  - Josef Hoffman, fotbalový obránce
  - Antonín Tomášek, výtvarník, designér a vysokoškolský pedagog
  - Emil Aslan, politolog a vysokoškolský pedagog arménského původu
- 1981 – Petr Kumstát, profesionální hokejista
- 1983 – Emil Rilke, fotbalový útočník a záložník
- 1984 – Lukáš Černohorský, politik a IT analytik
- 1985 – Jiří Kladrubský, fotbalový obránce a záložník
- 1987 – Tarra White, pornoherečka
- 1990 – Tomáš Vincour, hokejový útočník HC Kometa Brno
- 1996 – Michal Kovarčík, hokejista
- 1998 – Jakub Nemčok, herec a moderátor
- 2001 – Darija Pavlovičová, herečka

### Svět

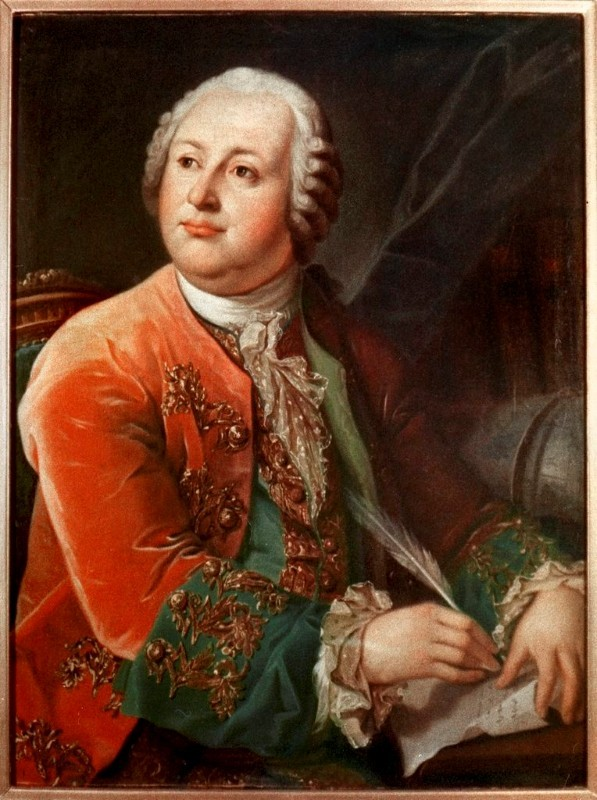
Michail Lomonosov (* 1711)

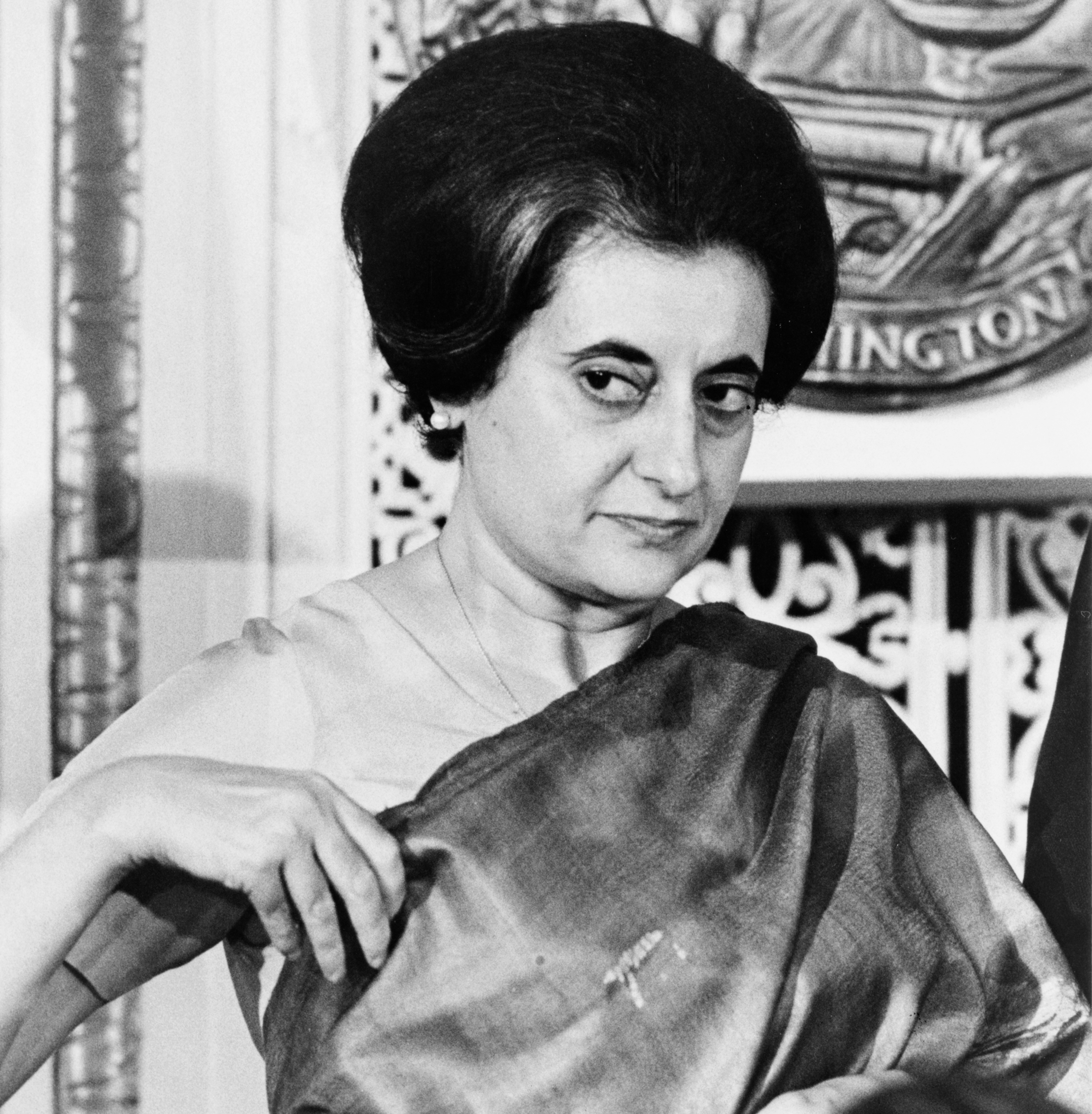
Indira Gándhíová (* 1917)

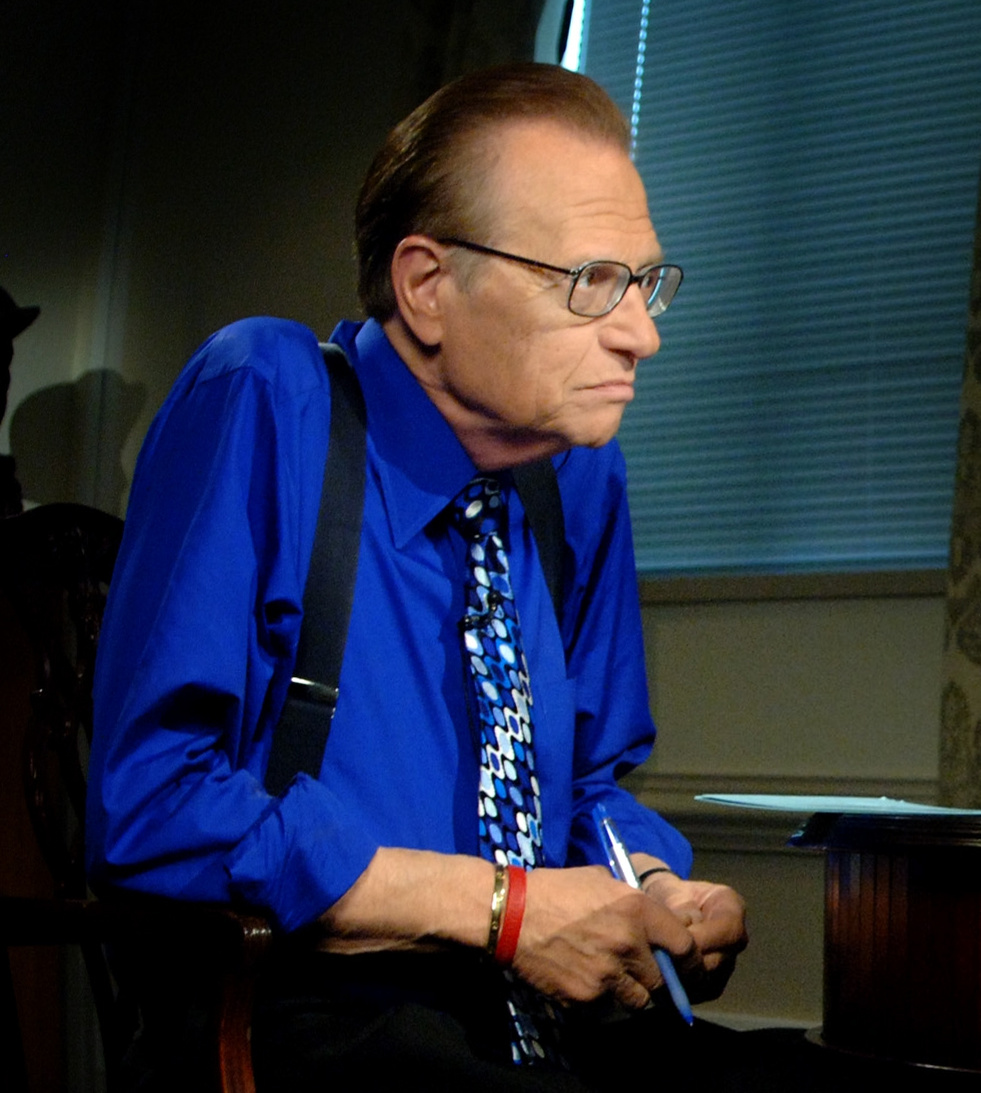
Larry King (* 1933)

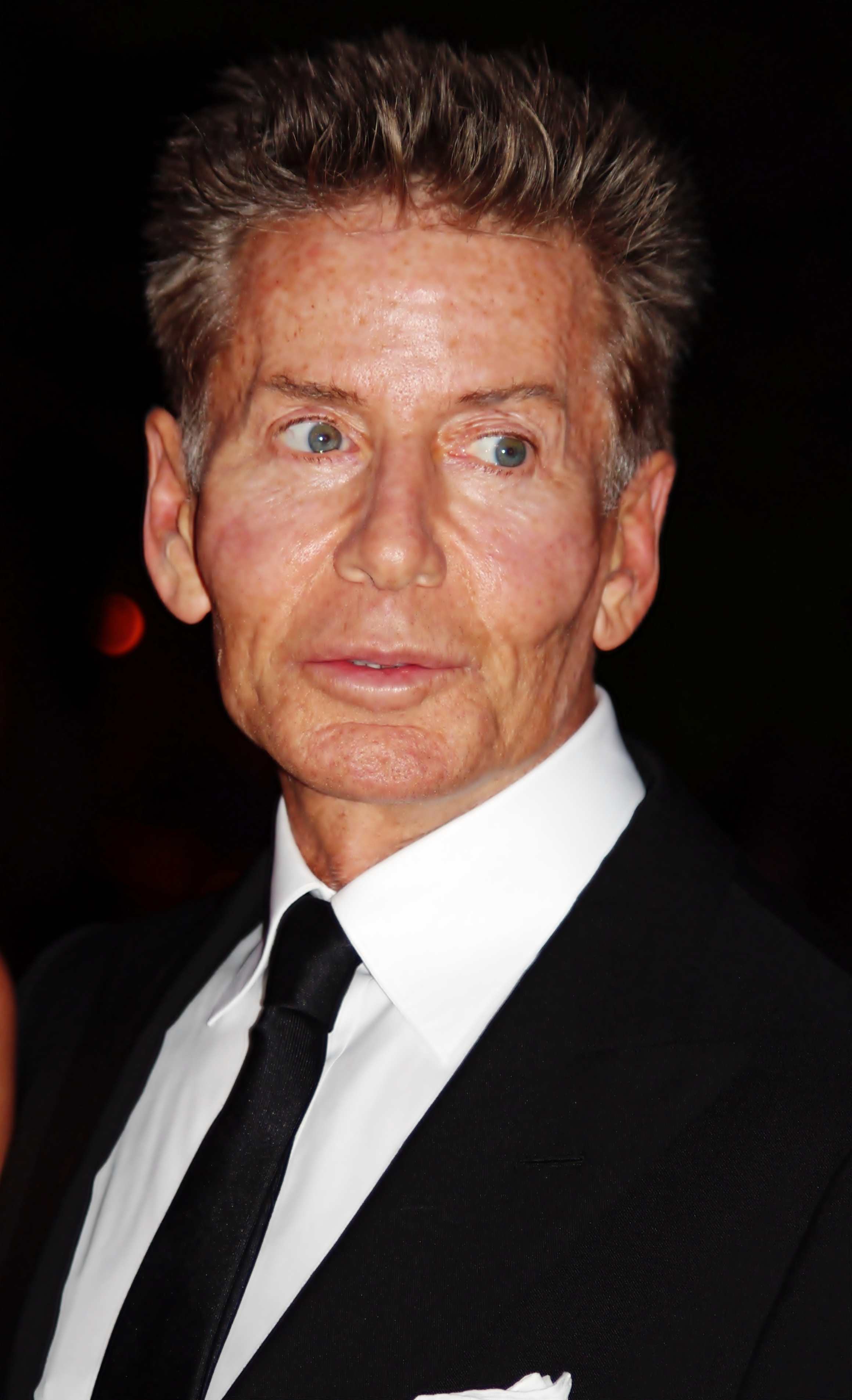
Calvin Klein (* 1942)

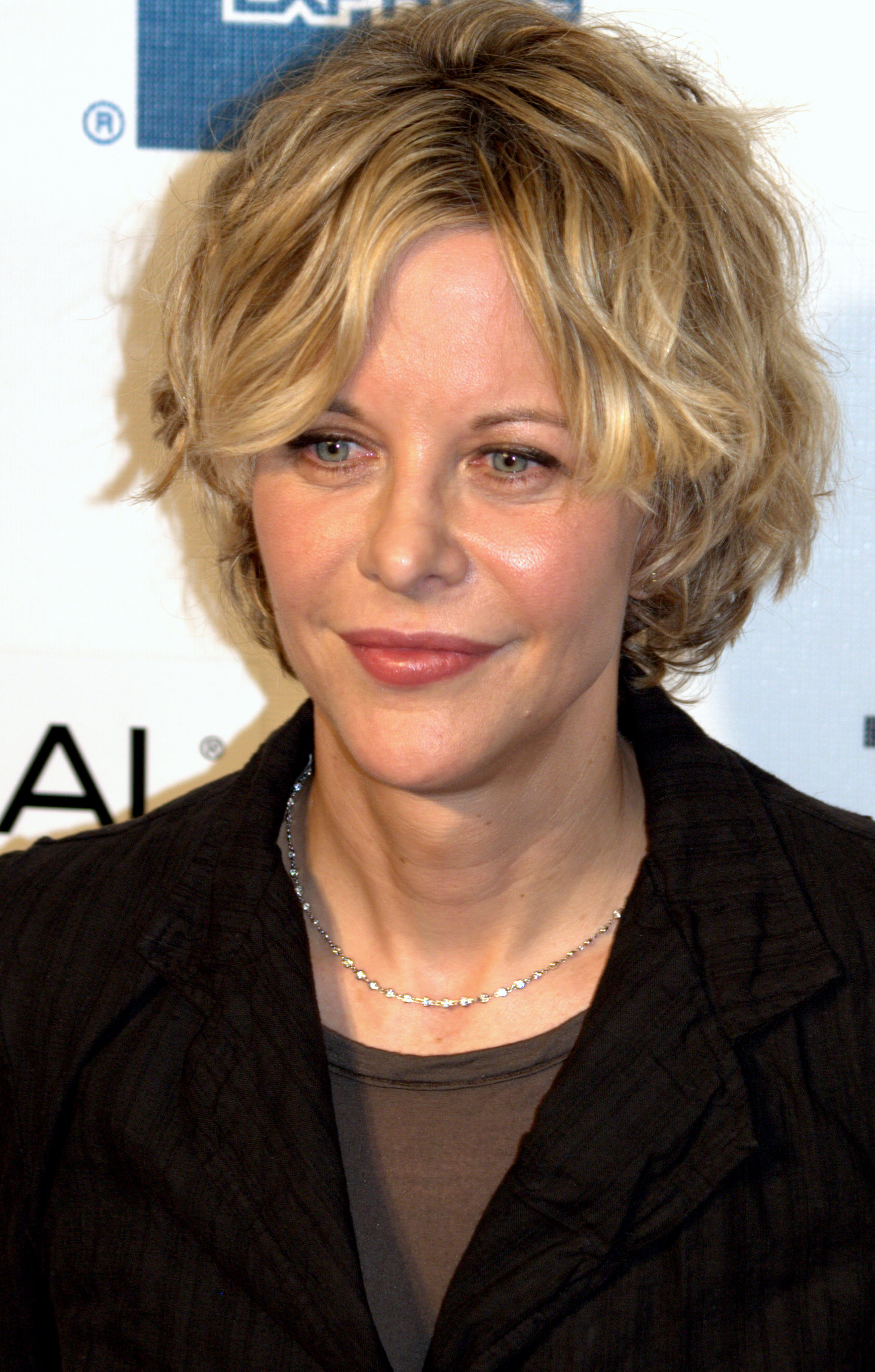
Meg Ryanová (* 1961)

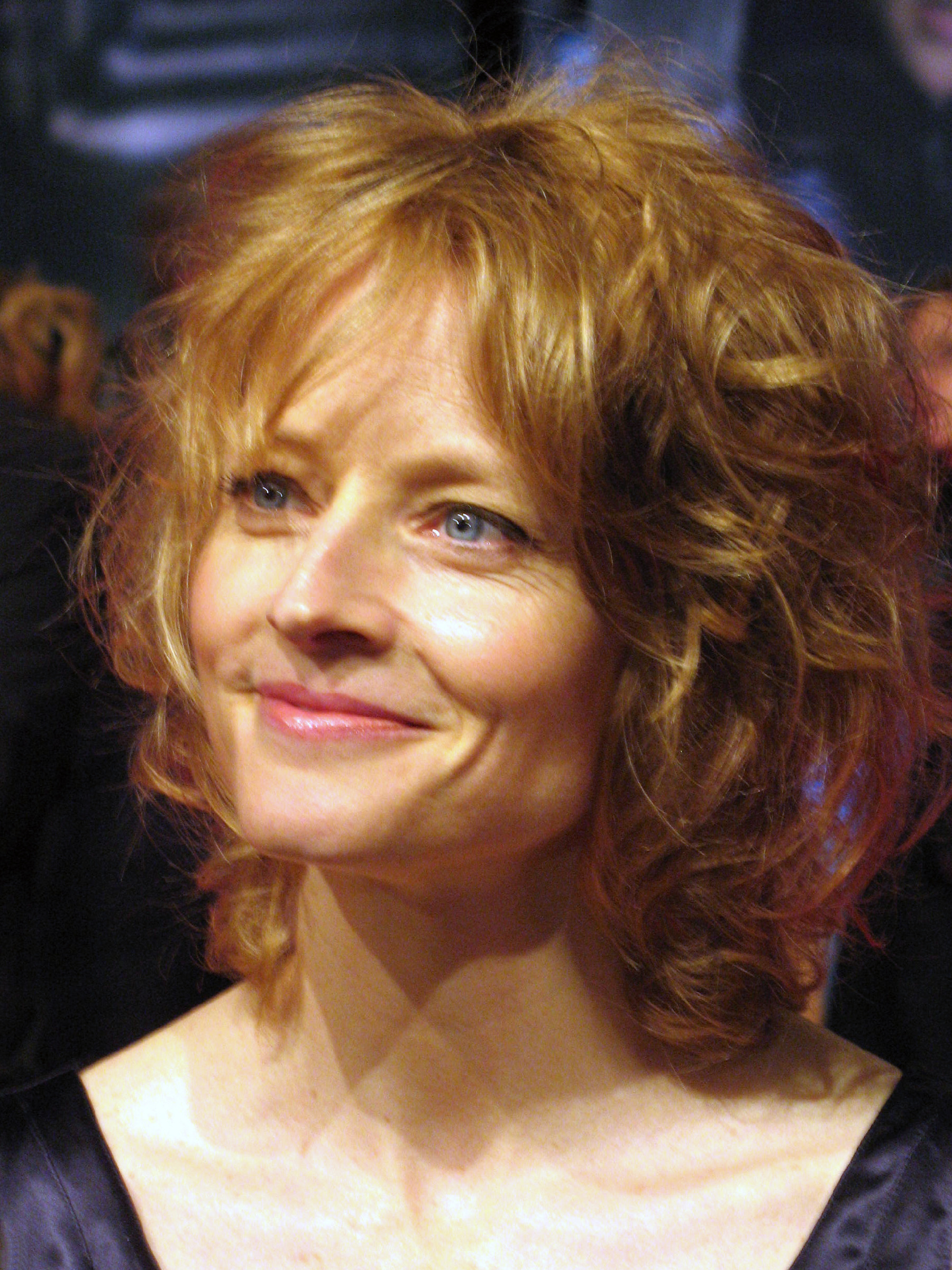
Jodie Fosterová (* 1962)

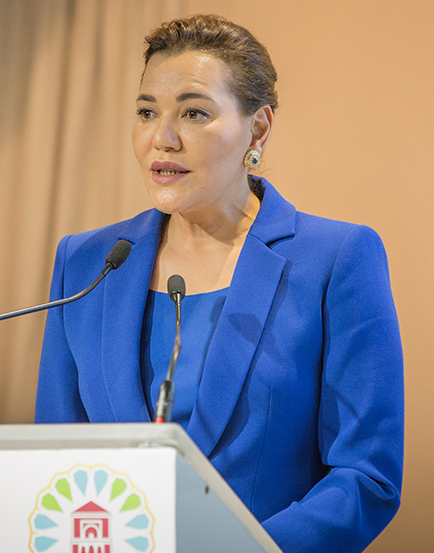
Lalla Hasna (* 1967)

- 1168 – Ning-cung, čínský císař († 17. září 1224)
- 1235 – Jindřich XIII. Bavorský, bavorský vévoda a falckrabě rýnský z dynastie Wittelsbachů († 3. února 1290)
- 1464 – Go-Kašiwabara, japonský císař († 19. května 1526)
- 1503 – Pier Luigi Farnese, vévoda z Parmy, Piacenzy a Castra († 10. září 1547)
- 1597 – Alžběta Šarlota Falcká pruská vévodkyně a braniborská kurfiřtka († 25. dubna 1660)
- 1600 – Karel I. Stuart, anglický král († 30. ledna 1649)
- 1663 – Friedrich Wilhelm Zachow, německý varhaník a hudební skladatel († 7. srpna 1712)
- 1711 – Michail Lomonosov, ruský spisovatel a vědec († 15. dubna 1765)
- 1726 – František Josef I. z Lichtenštejna, lichtenštejnský kníže († 18. srpna 1781)
- 1732 – Giuseppe Geremia, italský hudební skladatel († leden 1814)
- 1767 – Caspar Erasmus Duftschmid, rakouský entomolog († 19. prosince 1821)
- 1770
  - Ivan Fjodorovič Kruzenštern, ruský admirál a mořeplavec († 24. srpna 1846)
  - Bertel Thorvaldsen, dánský sochař († 24. března 1844)
- 1775 – Johann Karl Wilhelm Illiger, německý entomolog a zoolog († 10. května 1813)
- 1779 – Luisa Šarlota Meklenbursko-Zvěřínská, babička manžela britské královny Viktorie († 4. ledna 1801)
- 1799 – Auguste René Caillié, francouzský cestovatel († 17. května 1838)
- 1805 – Ferdinand de Lesseps, francouzský diplomat († 7. prosince 1894)
- 1810 – August Willich, německo-americký voják a revolucionář († 22. ledna 1878)
- 1818 – Eugen Kinsky, rakouský šlechtic a politik († 5. března 1885)
- 1822 – Karolína Augusta Rakousko-Toskánská, rakouská arcivévodkyně a toskánská princezna († 5. října 1841)
- 1831
  - James A. Garfield, 20. americký prezident († 19. září 1881)
  - José Evaristo Uriburu, argentinský politik a právník († 23. října 1914)
- 1833 – Wilhelm Dilthey, německý filosof a psycholog († 1. října 1911)
- 1834 – Jean-Baptiste Dutrou-Bornier, francouzský námořník a dobrodruh († 6. srpna 1876)
- 1838 – Charles Thomson Ritchie, britský politik a baron z Dundee († 9. ledna 1906)
- 1841 – Andrej Kmeť, slovenský kněz, přírodovědec a archeolog († 16. února 1908)
- 1843 – Richard Avenarius, německo-švýcarský filozof († 18. srpna 1896)
- 1849
  - Alfred von Bernd, rakousko-uherský státní úředník a politik († 1920)
  - James Mason, irský šachový mistr († 15. ledna 1905)
- 1854 – Henri Vallienne, francouzský lékař, esperantista († 1. prosince 1909)
- 1856 – Semjon Zinovjevič Alapin, ruský šachový mistr († 15. července 1923)
- 1859
  - Michail Michajlovič Ippolitov-Ivanov, ruský skladatel († 28. ledna 1935)
  - Walenty Staniszewski, rakouský politik polské národnosti († 14. září 1920)
- 1870 – Walter Runciman, britský vikomt a politik († 14. listopadu 1949)
- 1871 – Ondrej Janček, slovenský stavební podnikatel († 28. března 1947)
- 1873 – Max Sillig, švýcarský hokejista, prezident Mezinárodní hokejové federace († 15. listopadu 1959)
- 1875
  - Hiram Bingham, americký historik, cestovatel a politik († 6. června 1956)
  - Michail Kalinin, sovětský komunistický politik († 3. června 1946)
- 1882 – Izz ad-Dín al-Kassám, arabský nacionalista a terorista († 20. listopadu 1935)
- 1885
  - Kazimierz Sosnkowski, polský generál, ministr obrany († 11. října 1969)
  - Nikolaj Jakovlevič Danilevskij, ruský filozof, biolog a historik (* 16. prosince 1822)
- 1887 – James Batcheller Sumner, americký chemik, nositel Nobelovy ceny za chemii († 1955)
- 1888 – José Raúl Capablanca, kubánský šachista († 8. března 1942)
- 1891 – Genrich Jagoda, velitel NKVD, iniciátor moskevských procesů († 15. března 1938)
- 1894
  - Isabela Marie Braganzská, portugalská infantka († 12. ledna 1970)
  - Paulette Schwartzmannová, lotyšská šachistka († 1953)
- 1900
  - Gertruda Rakousko-Toskánská, rakouská arcivévodkyně a toskánská princezna († 20. prosince 1962)
  - Alexandr Alexandrovič Novikov, velitel sovětského letectva během druhé světové války († 3. prosince 1976)
  - Anna Seghersová, německá spisovatelka († 1. června 1983)
- 1902 – Mario Gianni, italský fotbalový brankář († 1967)
- 1903 – Andrej Žarnov, slovenský básník, překladatel a lékař († 16. března 1982)
- 1904
  - David Plunket Greene, britský šlechtic († 24. února 1941)
  - Antonio Vojak, italský fotbalový útočník a trenér († 9. května 1975)
- 1905
  - Tommy Dorsey, americký kapelník († 26. listopadu 1956)
  - Isaac Kashdan, americký šachový velmistr († 20. února 1985)
- 1907
  - Luigi Beccali, italský olympijský vítěz v běhu na 1500 metrů z roku 1932 († 29. srpna 1990)
  - Jack Schaefer, americký novinář a spisovatel († 24. ledna 1991)
- 1908
  - Andrej Chmelko, slovenský spisovatel († 25. srpna 1998)
  - Michail Iovčuk, sovětský filosof a politik († 9. ledna 1990)
- 1909 – Peter Drucker, americký teoretik a filosof managementu († 11. listopadu 2005)
- 1910
  - Adrian Conan Doyle, britský spisovatel († 3. června 1970)
  - Neva Abelson, lékařka, která objevila Rh faktor krve († 26. září 2000)
- 1911
  - Anton Burger, vedoucí koncentračního tábora v Terezíně († 25. prosince 1991)
  - Harry Haraldsen, norský rychlobruslař a cyklista († 28. května 1966)
- 1912
  - George Emil Palade, rumunsko-americký cytolog, Nobelova cena za fyziologii a lékařství († 8. října 2008)
  - Domingos da Guia, brazilský fotbalista († 18. května 2000)
- 1915
  - Earl Wilbur Sutherland († 9. března 1974)
  - Vadzim Žučkevič, běloruský fotograf a toponymista († 28. února 1985)
- 1916 – František Dibarbora, slovenský herec († 4. září 1987)
- 1917
  - Lee Boltin, americký fotograf († 29. října 1991)
  - Indira Gándhíová, indická předsedkyně vlády († 31. října 1984)
- 1919 – Jozef Kuchár, slovenský fotbalový útočník († 9. července 1989)
- 1920 – Gene Tierneyová, americká filmová herečka irského původu († 6. listopadu 1991)
- 1922 – Rajko Mitić, jugoslávský fotbalista a trenér († 29. března 2008)
- 1924
  - J. D. Sumner, americký gospelový zpěvák († 16. listopadu 1998)
  - Edward Mutesa, ugandský politik a první prezident († 21. listopadu 1969)
  - Bernardo Santareno, portugalský spisovatel a dramatik († 30. srpna 1980)
- 1925 – Zygmunt Bauman, polsko-britský sociolog († 9. ledna 2017)
- 1926 – Jeane Kirkpatricková, americká politoložka a diplomatka († 7. prosince 2006)
- 1927 – Alžběta Dubnická, slovenská politička
- 1928
  - Gejza Sabanoš, slovenský fotbalový brankář († 10. února 2011)
  - Don Hunstein, americký fotograf († 18. března 2017)
  - Ján Štefanovič, slovenský lékař a imunolog († 7. prosince 2022)
- 1929
  - Franc Perko, arcibiskup Bělehradu († 20. února 2008)
  - Jozef Dóczy, slovenský herec († 21. ledna 2013)
- 1930
  - Bernard Noël, francouzský spisovatel a básník († 13. dubna 2021)
  - Kurt Nielsen, dánský tenista († 11. června 2011)
- 1932 – Holmes Rolston, americký filozof
- 1933
  - Larry King, americký moderátor a fundraiser († 23. ledna 2021)
  - Pětš Janaš, dolnolužickosrbský spisovatel († 18. února 2021)
- 1934 – Valentin Kozmič Ivanov, sovětský fotbalista († 8. listopadu 2011)
- 1935 – Jack Welch, americký manažer a chemický inženýr († 1. března 2020)
- 1936
  - Ray Collins, americký zpěvák († 24. prosince 2012)
  - Wolfgang Jeschke, německý spisovatel a vydavatel literatury sci-fi († 10. června 2015)
  - Ljubiša Samardžić, srbský herec a režisér († 8. září 2017)
  - Yuan Tseh Lee, tchajwanský chemik, nositel Nobelovy ceny za chemii
- 1938
  - Dennis Johnson, americký hudební skladatel a matematik († 20. prosince 2018)
  - Ted Turner, americký podnikatel v oblasti médií
- 1939 – Emil Constantinescu, prezident Rumunska
- 1941 – Ivanka Christovová, bulharská olympijská vítězka ve vrhu koulí († 24. února 2022)
- 1942 – Calvin Klein, americký módní návrhář
- 1943 – Fred Lipsius, saxofonista a aranžér jazz rockové skupiny Blood
- 1944 – Agnes Baltasová, řecká operní pěvkyně
- 1945
  - Bernard Guyot, francouzský silniční cyklistický závodník († 1. března 2021)
  - Frans Sammut, maltský spisovatel a esejista († 4. května 2011)
- 1947 – Lamar S. Smith, americký republikánský politik
- 1948 – Per Odeltorp, švédský baskytarista a zpěvák († 23. ledna 2012)
- 1949 – Ljubo Germič, slovinský politik
- 1950 – Keizó Imai, japonský fotbalista
- 1951
  - Mihai Ghimpu, moldavský prezident
  - Michiel Hendryckx, vlámský portrétní a reportážní fotograf
- 1953
  - Ladislav Mackura, slovenský fotbalový záložník
  - Robert Beltran, americký herec
- 1954
  - Michel Comte, švýcarský fotograf
  - Abd al-Fattáh as-Sísí, egyptský prezident
- 1955 – Reima Salonen, finský atlet
- 1956
  - Eileen Marie Collinsová, americká letkyně, důstojnice a kosmonautka
  - Glynnis O'Connorová, americká herečka
- 1957
  - Ofra Haza, izraelská zpěvačka a herečka († 23. února 2000)
  - Joel Goldsmith, americký hudební skladatel († 29. dubna 2012)
  - Eileen Marie Collinsová, americká letkyně a astronautka
  - Phil Spalding, britský baskytarista
- 1958
  - Charlie Kaufman, americký scenárista
  - Jean-François Clervoy, francouzský kosmonaut
  - Stanislav Zvolenský, arcibiskup bratislavský
  - Algirdas Butkevičius, litevský politik
- 1959 – Allison Janney, americká herečka
- 1960
  - Miss Elizabeth, americká profesionální wrestlingová manažerka († 1. května 2003)
  - Matt Sorum, americký rockový bubeník
  - Moše Kachlon, izraelský politik a právník
- 1961
  - Meg Ryanová, americká herečka
  - Antoine d'Agata, francouzský fotograf a režisér
- 1962
  - Jodie Fosterová, americká herečka
  - Nicole Stottová, americká inženýrka a astronautka
  - Adriana Krúpová, slovenská herečka
  - Ľubomír Korbela, slovenský fotbalista
- 1963
  - Marián Varga, slovenský fotbalový obránce
  - Terry Farrellová, americká herečka
  - Amado Boudou, argentinský podnikatel a politik
- 1964 – Nicholas Patrick, anglo-americký doktor filozofie a kosmonaut
- 1965
  - Laurent Blanc, francouzský fotbalista a trenér
  - Jason Pierce, anglický hudebník a DJ
- 1966
  - Gail Deversová, americká atletka
  - Hans Zoller, německý římskokatolický kněz a člen papežské komise
- 1967
  - Lalla Hasna, marocká princezna a dcera krále Hasana II.
  - Joširó Morijama, japonský fotbalista
- 1968 – Théophile de Giraud, belgický spisovatel a filozof
- 1969
  - Phillippe Adams, belgický automobilový závodník
  - Davit Manukjan, sovětský (arménský) zápasník
  - Richard Virenque, francouzský reprezentant v silniční cyklistice
- 1970 – Davásambúgín Dordžbat, mongolský judista a sambista
- 1971 – Tošihiro Jamaguči, japonský fotbalista
- 1972
  - Sandrine Holt, anglická herečka
  - Michel Merkt, švýcarský filmový producent
- 1974
  - Orlando Fuentes, americký judista a grappler
  - Niko Hurme, finský baskytarista ze skupiny Lordi
- 1975 – Rollergirl, německá zpěvačka
- 1976
  - Miroslav Lipovský, slovenský hokejový brankář
  - Rebekka Karijord, norská hudebnice
  - Benny Vansteelant, belgický duatlonista († 14. září 2007)
- 1977
  - Mette Frederiksenová, dánská politička
  - Davina Lewis, dcera vévody Richarda a vévodkyně Birgitte z Gloucestru
  - Reid Scott, americký herec
- 1978
  - Dries Buytaert, programátor open-source software
  - Mahé Drysdale, novozélandský veslař
- 1980 – Yipsi Morenová, kubánská atletka
- 1981
  - André Lotterer, belgicko-německý automobilový závodník
  - Serhij Pšenyčnych, ukrajinský fotbalový obránce
- 1982 – Sin Tong-hjok, severokorejský uprchlík a jediný člověk narozený v severokorejském pracovním táboře
- 1983
  - Adam Driver, americký herec
  - Meseret Defarová, etiopská atletka
  - Katie Moccová, americká zápasnice judistka
  - Varuzhan Akobian, americký šachový velmistr arménského původu
- 1984 – Jorge Fucile, uruguayský fotbalový obránce
- 1985 – Tervel Dlagnev, americký zápasník volnostylař
- 1986 – Dayron Robles, kubánský atlet
- 1987
  - Sílvia Solerová Espinosová, španělská tenistka
  - Tim Pütz, německý tenista
- 1988 – Patrick Kane, americký hokejový útočník v NHL
- 1989 – Tyga, americký rapper
- 1990
  - Olle Boström, švédský reprezentant a mistr světa v orientačním běhu
  - Davit Chucišvili, gruzínský zápasník volnostylař
  - Tacuja Sakai, japonský fotbalista
- 1991 – Johannes Kühn, německý biatlonista
- 1992 – Leandro Rodríguez, uruguayský fotbalový útočník
- 1993
  - Kerim Frei, turecko-rakouský fotbalista
  - Lloyd Glasspool, britský tenista
  - Suso, španělský fotbalový záložník
- 1995 – Abella Danger, americká pornoherečka
- 1996
  - Kryscina Cimanouská, běloruská běžkyně a kritička režimu
  - Zoe Aldcroftová, anglická ragbistka
- 1997 – Grant Holloway, americký atlet
- 1998 – Pedro Fernando, angolský rapper a hudebník
- 1999
  - Samuel Kozlovský, slovenský fotbalový obránce
  - Jevgenija Medveděvová, ruská krasobruslařka
  - Bol Bol, súdánsko-americký basketbalista
- 2000 – Petar Ivanov, bulharský sportovní lezec

## Úmrtí
Viz též Kategorie:Úmrtí 19. listopadu — automatický abecedně řazený seznam.

### Česko

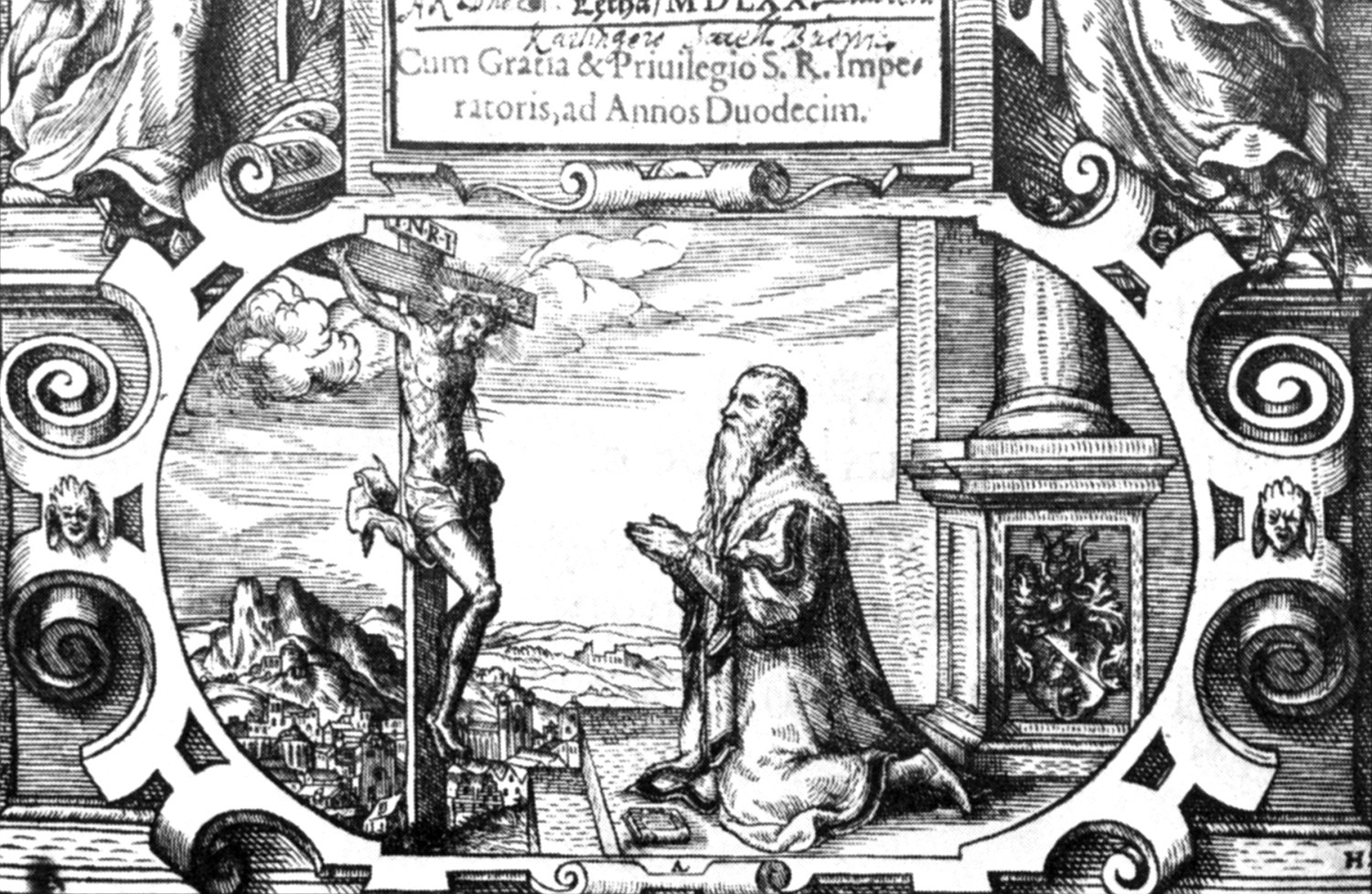
Jiří Melantrich († 1580)

- 1061/62 – Vratislav, princ a syn knížete Vratislava II. (* 1056/62)
- 1449 – Kunhuta ze Šternberka, první manželka krále Jiřího z Poděbrad (* 18. listopadu 1425)
- 1580 – Jiří Melantrich z Aventina, renesanční tiskař a nakladatel (* 1511)
- 1796 – Bedřich Mořic Nostic-Rieneck, šlechtic a rakouský vojevůdce (* 4. října 1728)
- 1825 – Jan Václav Hugo Voříšek, hudební skladatel, klavírista a varhaník (* 11. května 1791)
- 1868 – Petr Faster, vlastenec a revoluční politik (* 29. června 1801)
- 1876 – Salesius Mayer, opat kláštera v Oseku u Duchcova (* 28. května 1816)
- 1886 – Ignatius Krahl, opat kláštera v Oseku u Duchcova (* 21. dubna 1828)
- 1891 – Anna Veronika Mikšíčková, činovnice, sboristka a sufražetka (* 3. února 1829)
- 1893 – Franz Polak, krumlovský poštmistr a první fotograf v Českém Krumlově (* 7. října 1834)
- 1910 – Eduard Janota, rakousko-český lékárník a politik (* 16. března 1828)
- 1917 – Václav Peták, právník a purkmistr města Plzně (* 24. září 1842)
- 1923 – Adalbert Josef Karl Hiller, podnikatel a poslanec Moravského zemského hnutí (* 19. května 1863)
- 1931 – Jan Axamit, lékař a archeolog (* 12. prosince 1870)
- 1932 – Jan Vávra, divadelní herec (* 15. května 1861)
- 1934 – Jan Janák, rakousko-český sedlák a politik (* 15. května 1855)
- 1938 – František Josef z Auerspergu, podnikatel (* 20. října 1856)
- 1940 – Antonín Schauer, rakousko-český právník a politik (* 8. ledna 1864)
- 1942 – František Šabata, československý katolický politik (* 30. listopadu 1858)
- 1943 – Gustav Friedrich, archivář, historik, pedagog a editor (* 4. června 1871)
- 1944 – Josef Ženíšek, akademický malíř, portrétista, kreslíř a ilustrátor (* 4. října 1855)
- 1945 – Jan Gajdoš, gymnasta (* 27. prosince 1903)
- 1946 – František Janalík, rolník a politik (* 20. ledna 1883)
- 1951 – Jindřich Suza, profesor botaniky (* 12. ledna 1890)
- 1952 – Viktor Mussik, cestovatel, spisovatel a redaktor (* 23. prosince 1899)
- 1955 – Přemysl Koblic, fotograf a chemik (* 2. července 1892)
- 1956 – Hans Foschum, česko-rakouský architekt (* 20. května 1906)
- 1957 – Karel Stloukal, historik a archivář (* 2. listopadu 1887)
- 1964 – Josef Bartovský, hudební skladatel (* 3. prosince 1884)
- 1965 – Jan Hertl, historik a sociolog (* 5. května 1906)
- 1966 – Terezie Brzková, herečka (* 11. ledna 1875)
- 1978 – Dobroslava Menclová, historička umění, architektka a archeoložka (* 2. ledna 1904)
- 1982 – Josef Chvalina, herec (* 30. dubna 1920)
- 1988 – Helena Šáchová, sportovní lukostřelkyně (* 15. září 1907)
- 1989 – Kunhuta Mensdorff-Pouilly, šlechtična a matka hlavy rodu Šternberků, Zdeňka Šternberka (* 11. ledna 1899)
- 1992 – Milan Klusák, diplomat, ministr kultury (* 8. června 1923)
- 1993 – Leonid Gajdaj, sovětský a ruský filmový režisér (* 30. ledna 1923)
- 1995 – Emanuela Nohejlová-Prátová, historička a numismatička (* 3. června 1900)
- 1999 – Zdeněk Martínek, herec (* 29. listopadu 1923)
- 2004 – Jan Pixa, konferenciér, moderátor, scenárista a televizní dramaturg (* 19. září 1920)
- 2005 – Miroslav Červenka, literární vědec a básník (* 5. listopadu 1932)
- 2008 – Bohumír Prokůpek, fotograf (* 13. října 1954)
- 2009 – Ctirad Kučera, jazykovědec a překladatel (* 14. listopadu 1931)
- 2010 – Ferdinand Plhal, katolický kněz a řád salesiánů (* 3. března 1926)
- 2012 – Petr Králíček, fotbalový obránce (* 20. prosince 1946)
- 2015 – Fridolín Zahradník, řeckokatolický kněz (* 16. září 1935)
- 2017
  - Jana Novotná, tenistka (* 2. října 1968)
  - Petr Zettner, manažer a šéfredaktor rádia junior (* 13. července 1977)

### Svět

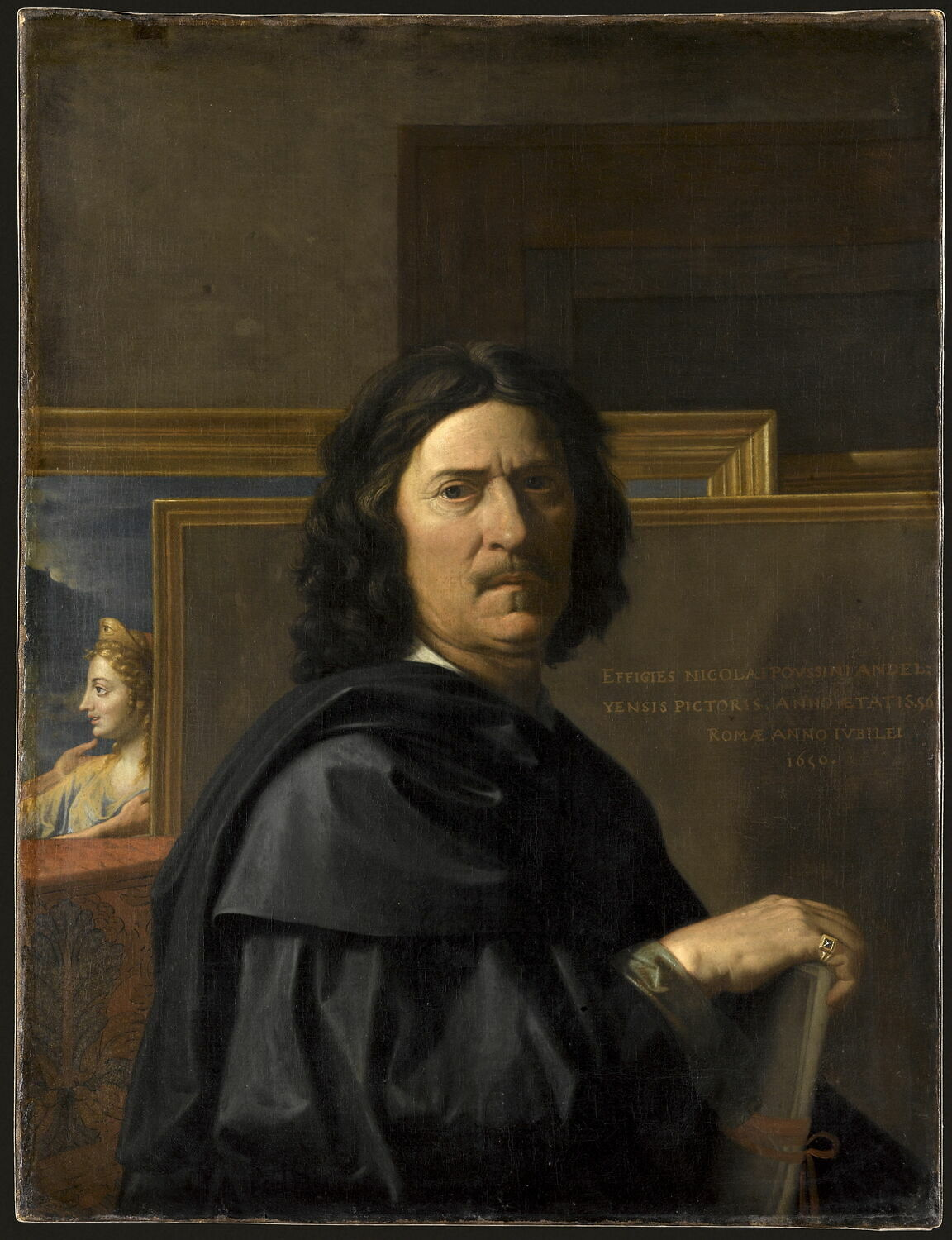
Nicolas Poussin († 1665)

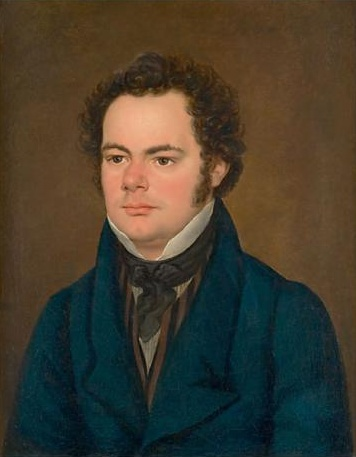
Franz Schubert († 1828)

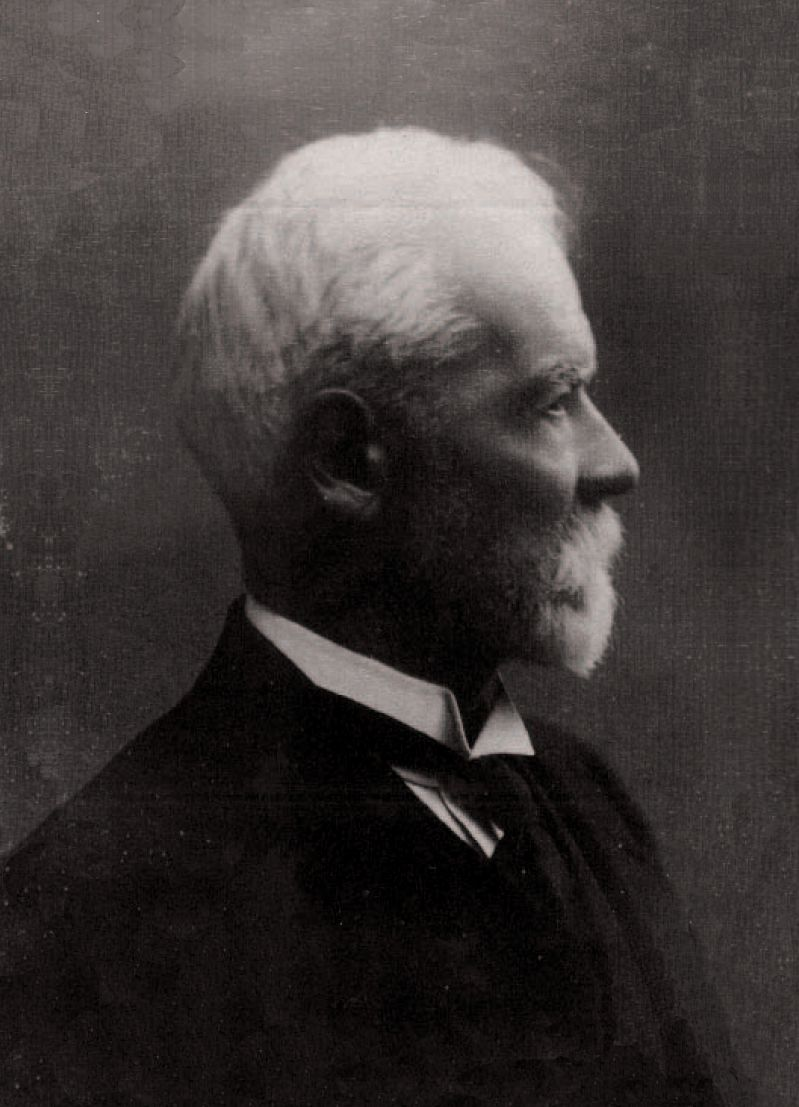
Henri Fayol († 1925)

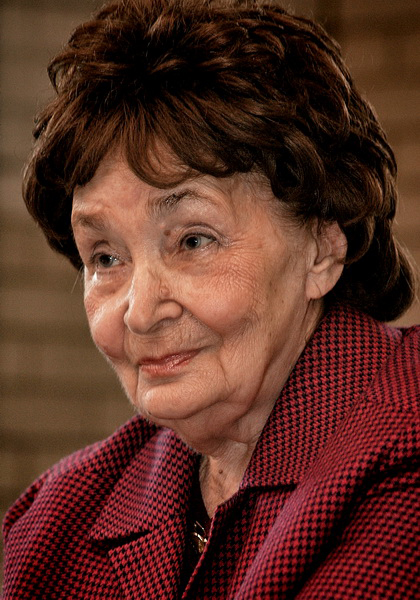
Magda Szabó († 2007)

- 0498 – Anastasius II., papež (* ?)
- 1092 – Melik-šáh I., sultán Seldžucké říše (* 1055)
- 1288 – Rudolf I. Bádenský, bádenský markrabě (* 1230)
- 1299 – Mechtilda z Hackebornu, saská cisterciácká řeholnice (* 1240/41)
- 1301 – Jan III. Romka, sedmnáctý vratislavský biskup
- 1492 – Džámí, perský filozof, myslitel a básník (* 14. srpna 1414)
- 1557 – Bona Sforza, polská královna (* 2. února 1494)
- 1577 – Hisahide Macunaga, japonský daimjó období Sengoku (* ? 1510)
- 1581 – Ivan Ivanovič, druhorozený syn cara Ivana IV. Hrozného (* 28. března 1554)
- 1665 – Nicolas Poussin, francouzský malíř (* 15. června 1594)
- 1672 – John Wilkins, anglikánský duchovní, přírodovědec, matematik, teolog a spisovatel (* 14. února 1614)
- 1703 – Muž se železnou maskou, neznámý francouzský vězeň (* 1. polovina 17. století)
- 1749 – Carl Heinrich Biber, česko-rakouský houslista a skladatel pozdního baroka. (* 4. září 1681)
- 1750 – Franz Retz, český jezuita, generální představený řádu (* 13. září 1673)
- 1789 – Marie Anna Habsbursko-Lotrinská, rakouská arcivévodkyně, dcera Marie Terezie a Františka I. Štěpána (* 1738)
- 1804 – Pietro Alessandro Guglielmi, italský hudební skladatel, dirigent a sbormistr (* 9. prosince 1728)
- 1806 – Alam Šáh II., indický císař Mughalské říše (* 25. června 1728)
- 1827 – Issa Kobajaši, japonský básník a buddhistický mnich (* 15. června 1763)
- 1828 – Franz Schubert, rakouský skladatel (* 31. ledna 1797)
- 1842 – Maria Waichard Trauttmansdorff, rakouský církevní hodnostář činný v Olomouci (* 18. dubna 1760)
- 1846 – Marie Michajlovna Ruská, ruská velkokněžna a dcera cara Michajla Pavloviče (* 9. března 1825)
- 1850 – Richard Mentor Johnson, americký politik, viceprezident USA (* 17. října 1780)
- 1855 – Mihály Vörösmarty, maďarský spisovatel (* 1. prosince 1800)
- 1863 – Michał Grabowski, polský prozaik a literární kritik (* 25. září 1804)
- 1879 – Josef Lasser von Zollheim, ministr vnitra Předlitavska (* 30. září 1814)
- 1887 – Emma Lazarus, americká básnířka, překladatelka a novinářka židovského původu (* 22. července 1849)
- 1906 – Ferdinand Flemmich, rakouský podnikatel (* 14. září 1843)
- 1912 – Wilhelm Fiedler, německý překladatel (* 3. dubna 1832)
- 1915 – Joe Hill, americký odborový aktivista (* 7. října 1879)
- 1923 – Lorenz rytíř von Stransky, nacista a jeden z mučedníků, jemuž je věnován Hitlerův Mein Kampf (* 14. března 1889)
- 1925 – Henri Fayol, francouzský ekonom (* 29. července 1841)
- 1926 – Laurenz Widholz, rakouský sociálně demokratický politik (* 2. května 1861)
- 1931
  - Adelaide Hanscomová Leesonová, americká umělkyně a fotografka (* 25. listopadu 1875)
  - Eric Carruthers, britský hokejový útočník (* 10. listopadu 1895)
- 1933 – Gottfried Hohenlohe-Langenburg, německý šlechtic a velkostatkář (* 15. ledna 1860)
- 1938
  - František Josef z Auerspergu, rakouský šlechtic a voják (* 20. října 1856)
  - Lev Šestov, ruský spisovatel a filozof (* 13. února 1866)
- 1941 – Ivan Vasiljevič Panfilov, sovětský generál (* 1. ledna 1893)
- 1942 – Bruno Schulz, polský spisovatel a literární kritik (* 12. července 1892)
- 1944 – Ignacio Bolívar, španělský botanik a entomolog (* 9. listopadu 1850)
- 1949 – James Ensor, belgický malíř a grafik (* 13. dubna 1860)
- 1951 – Leopold Andrian, rakouský spisovatel a diplomat (* 9. května 1875)
- 1956 – Lev Rudněv, ruský architekt stalinistických budov (* 13. března 1885)
- 1959 – Edward Tolman, americký psycholog (* 14. dubna 1886)
- 1963 – Carmen Amaya, španělská tanečnica flamenca romského původu (* 2. listopadu 1918)
- 1967 – João Guimarães Rosa, brazilský spisovatel (* 27. června 1908)
- 1969 – Camille Arambourg, francouzský vertebrátní paleontolog (* 3. února 1885)
- 1970
  - Andrej Ivanovič Jeremenko, sovětský vojevůdce (* 14. října 1892)
  - Dolindo Ruotolo, italský římskokatolický kněz (* 6. října 1882)
- 1979 – Peter Babej, slovenský politik ukrajinské národnosti (* 25. července 1900)
- 1982 – Erving Goffman, americký sociolog (* 11. června 1922)
- 1990 – Georgij Fljorov, sovětský jaderný fyzik (* 2. března 1913)
- 1992 – Bryan Houghton, anglický katolický kněz a spisovatel (* 1911)
- 1998
  - Alan Pakula, americký filmový scenárista, režisér a producent (* 7. dubna 1928)
  - Louis Dumont, francouzský antropolog a indolog (* 1901)
- 2004 – John Robert Vane, britský farmaceut, nositel Nobelovy ceny za medicínu (* 29. března 1927)
- 2006 – Blanche Caffiereová, americká spisovatelka (* 22. října 1906)
- 2007
  - Magda Szabóová, maďarská spisovatelka (* 5. října 1917)
  - Vaclovas Intas, litevský lékař (* 14. listopadu 1925)
- 2010 – Ján Koscelanský, slovenský politik a člen KSČ (* 19. října 1926)
- 2012
  - Robert Bork, americký teoretik práva a soudce (* 1. března 1927)
  - Boris Strugackij, ruský spisovatel sci-fi (* 1933)
  - Pete La Roca, americký jazzový hudebník (* 7. dubna 1938)
- 2013
  - Frederick Sanger, britský biochemik, Nobelova cena 1958 a 1980 (* 13. srpna 1918)
  - Taisija Čenčiková, sovětská atletka ukrajinské národnosti (* 30. ledna 1936)
- 2014 – Mike Nichols, americký filmový a divadelní režisér německého původu (* 6. listopadu 1931)
- 2016 – Martin Elkort, americký pouliční fotograf (* 18. dubna 1929)
- 2017
  - Andrea Cordero Lanza di Montezemolo, italský římskokatolický kněz a vatikánský diplomat (* 27. srpna 1925)
  - Charles Manson, americký zločinec a zakladatel vražedné komunity "Manson Family" (* 12. listopadu 1934)
- 2019 – José Mário Branco, portugalský zpěvák a kytarista (* 25. května 1942)
- 2020 – Hannu Lahtinen, finský reprezentant v řecko-římském zápase (* 20. září 1960)
- 2023
  - Rosalynn Carterová, 41. první dáma USA (* 18. srpna 1927)
  - Sara Tavaresová, portugalská zpěvačka, kytaristka a hudební skladatelka (* 1. února 1978)

## Svátky

### Česko
- Alžběta
- Elza, Elsa, Ilsa, Ilza
- Liliana

Katolický kalendář
- Svatá Mechtilda

### Svět
- Světový den prevence týrání a zneužívání dětí, vyhlásila Nadace ženského světového summitu
- Státní svátek Monaka
- Mezinárodní nekuřácký den (je-li čtvrtek)
- Světový den toalet, vyhlásila v roce 2001 WTO (World Toilet Organization)[1][2]
- Mezinárodní den mužů
- Monako: Monegasque národní den
- Mali: Den osvobození
- Portoriko: Discovery Day (den objevení)
- SAE: Muslimský poutní den

## Pranostiky

### Česko
- Z ledu Alžběta má brod, u Kateřiny znám Ond.
- Počasí o svaté Alžbětě povídá, jak bude v létě.